# ستيفن فودور
ستيفن فودور (بالإنجليزية: Stephen Fodor)‏ هو شخصية أعمال وأحيائي وعالم وراثة أمريكي، ولد في 1953 في سياتل في الولايات المتحدة.